# Campeonato Mundial de Waterpolo Masculino de 1991
El VI Campeonato Mundial de Waterpolo Masculino se celebró en Perth (Australia) entre el 3 y el 13 de enero de 1991 en el marco del VI Campeonato Mundial de Natación. El evento fue organizado por la Federación Internacional de Natación (FINA) y la Federación Australiana de Natación.

## Medallero
|            |        |         |
| Yugoslavia | España | Hungría |

## Estadísticas

### Clasificación general
| 1. Yugoslavia      |
| 2. España          |
| 3. Hungría         |
| 4. Estados Unidos  |
| 5. Alemania        |
| 6. Italia          |
| 7. Unión Soviética |
| 8. Australia       |
| 9. Rumania         |
| 10. Grecia         |
| 11. Cuba           |
| 12. Francia        |
| 13. Canadá         |
| 14. China          |
| 15. Egipto         |
| 16. Nueva Zelanda  |

- Datos: Q1040754